# Ilse Koch
Ilse Koch hay Margarete Ilse Köhler(22 tháng 9 năm 1906 - 1 tháng 9 năm 1967) là vợ của Karl-Otto Koch, chỉ huy của các trại tập trung Buchenwald (1937-1941) và Majdanek (1941-1943) của Đức Quốc xã. Bà là một trong những nhân vật đầu tiên nổi bật của Đức Quốc xã bị Quân đội Mỹ bắt.
Sau phiên xét xử được những phương tiện truyền thông trên toàn cầu chú ý, các nhân chứng còn sống đã kể lại việc mụ hành hạ các tù nhân một cách tàn bạo, mụ là hiện thân của "nữ sát nhân trong các trại tập trung", một hình ảnh thông dụng trong xã hội Đức thời hậu chiến.
Mụ bị cáo buộc về tội lấy da có hình xăm đặc trưng từ những tù nhân bị sát hại để làm quà lưu niệm. Mụ bị nhắc đến với cái tên như "Phù thủy của Buchenwald" (Die Hexe von Buchenwald) bởi sự tàn ác của mình đối với tù nhân. Ngoài ra mụ còn bị gọi với các tên khác bằng tiếng Anh như "Quái thú Buchenwald", "Nữ chúa Buchenwald", "Phù thủy đỏ Buchenwald", "Góa phụ đồ tể"  và "Quỷ cái Buchenwald".

## Cuộc đời
Koch sinh ra ở Dresden, Đức và là con gái của một quản đốc nhà máy. Mụ được biết đến như một đứa trẻ hiền lành trong trường tiểu học. Năm 15 tuổi, mụ bước vào học tại một trường đào tạo về kế toán. Sau đó, mụ ra trường và đã làm nghề nhân viên kế toán. Vào thời điểm nền kinh tế của Đức vẫn chưa phục hồi sau thất bại trong Thế chiến thứ I. Năm 1932, mụ đã trở thành một thành viên của Đảng Quốc xã. Thông qua một số bạn bè trong SA và SS, mụ đã gặp Karl-Otto Koch vào năm 1934. Hai người đã kết hôn hai năm sau đó. 

## Tội ác chống lại nhân loại của mụ
Năm 1936, mụ bắt đầu làm người bảo vệ và thư ký tại trại tập trung Sachsenhausen gần Berlin và dưới sự chỉ huy của vị hôn phu của mụ, họ đã kết hôn ngay trong năm đó. Năm 1937, mụ đã đến Buchenwald khi chồng mụ đã được phân đến thực hiện nhiệm vụ chỉ huy tại đây.
Năm 1940, mụ xây dựng một đấu trường thể thao trong nhà tại trại tập trung này có giá hơn 250.000 Reichsmark, hầu hết số tiền đó người ta tin rằng đôi vợ chồng họ đã trấn lột từ các tù nhân. Năm 1941, mụ đã trở thành Oberaufseherin (nữ trưởng cai) là một trong vài các nữ vệ sĩ phục vụ tại trại. Năm 1941, Karl Otto Koch đã được chuyển tới Lublin, nơi hắn đã thành lập trại tập trung và hủy diệt Majdanek. Ilse Koch vẫn ở Buchenwald cho đến ngày 24 tháng 8 năm 1943, khi mụ và chồng mụ bị bắt giữ theo lệnh của Josias von Waldeck-Pyrmont, SS và Police Leader tới Weimar, người có thẩm quyền giám sát cấp cao ở Buchenwald. Các cáo buộc đối với vợ chồng Koch bao gồm biển thủ, tham ô, và giết hại các tù nhân để ngăn cản họ đứng ra làm chứng.
Ilse Koch đã bị nhốt tù cho đến năm 1944 cho đến khi mụ được tha bổng vì thiếu bằng chứng, nhưng chồng mụ đã bị kết tội và kết án tử hình bởi Tòa án quân sự Đức tại Munich, và thi hành án tại Buchenwald vào tháng 4 năm 1945. Mụ đã đến sống với gia đình của mình tại thị trấn Ludwigsburg, nơi mụ đã bị bắt giữ bởi Quân đội Mỹ vào ngày 30 tháng 6 năm 1945.

## Xét xử sơ thẩm

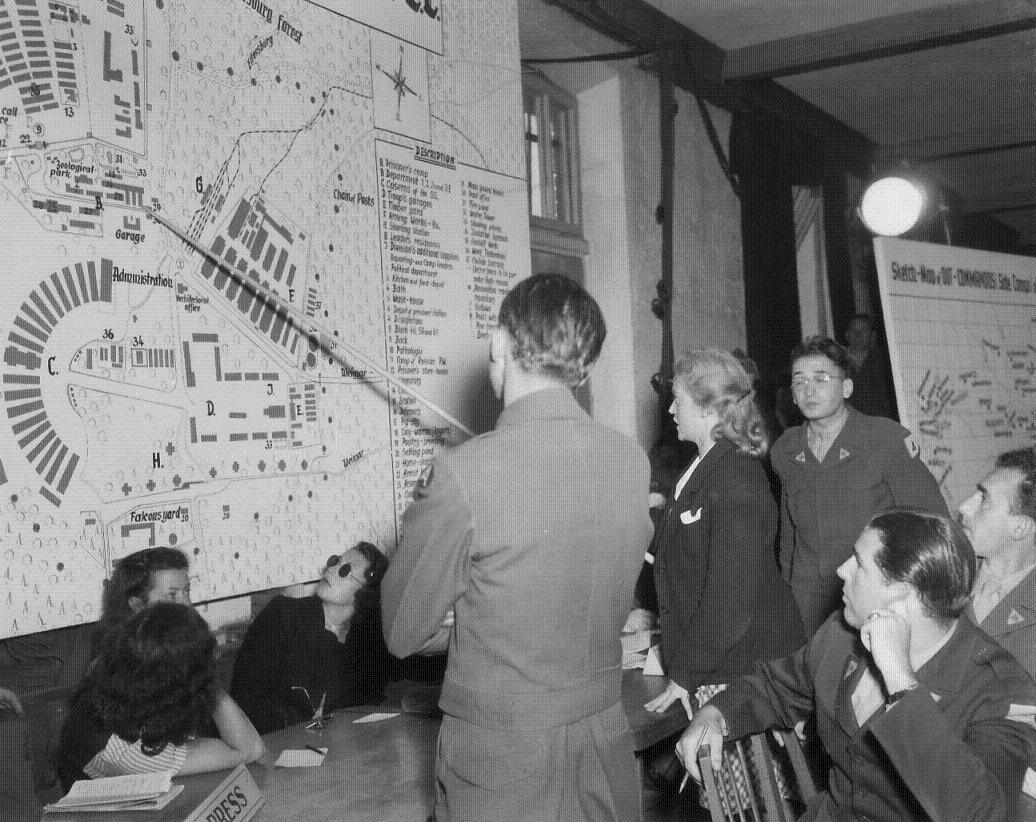
Ilse Koch ở Toà án quân sự Hoa Kỳ, Dachau, 1947

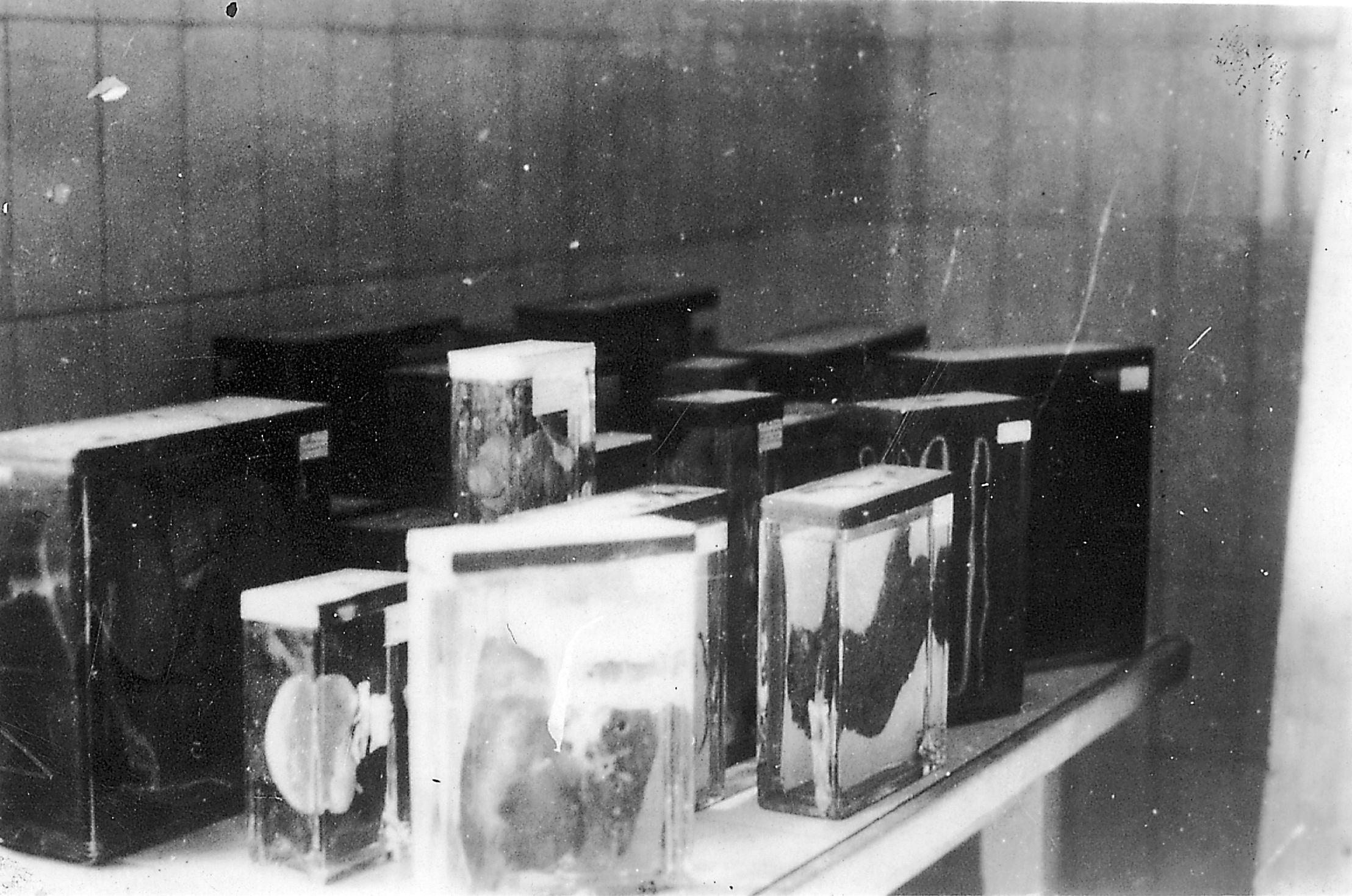
Bộ sưu tập đầu lâu người và ngón tay cái sấy khô của tù nhân - Buchenwald 1945

Koch và 30 bị cáo khác đã bị buộc tội trước tòa án quân sự Mỹ tại Dachau (Tòa án quân sự của Chính phủ về việc xét xử tội phạm chiến tranh) vào năm 1947. Mụ đã bị thẩm phán Robert L. Kunzig truy tố và công bố tội danh. Các cáo buộc gồm "tham gia vào một kế hoạch tội phạm để giúp đỡ, tiếp tay và tham gia vào vụ giết người ở Buchenwald".
Koch khai trong phiên tòa rằng mụ đã mang thai. Thực tế là cái thai của mụ cũng chỉ được 8 tháng bởi người đàn bà này nổi tiếng là lăng nhăng. Theo Báo cáo từ Buchenwald, có tin đồn rằng Koch đã có tình cảm đồng thời với cả Waldemar Hoven,là một thành viên Đức quốc xã và một bác sĩ ở trại tập trung Buchenwald, hay Hermann Florstedt, là Phó chỉ huy trại. Phóng viên của tòa án ở Dachau, Joseph Halow trong cuốn sách của ông có tựa đề Innocent at Dachau, báo cáo có những tin đồn chưa được xác minh rằng Koch đã ngủ với cả các sĩ quan SS, và thậm chí với một số tù nhân tại trại tập trung Buchenwald. Công bố mang thai của Koch gây sốt cho tòa án vì mụ ta đã 41 tuổi vào thời điểm đó và đã được biệt giam, không được tiếp xúc với bất kỳ người đàn ông nào ngoại trừ các thẩm vấn viên của Mỹ, nhất là những người Do Thái. Ông cũng nói rằng ông đã bị sốc khi biết rằng Koch có thể quay sang với người đàn ông khác bởi vì chồng bà là một "người đồng tính". Hồ sơ Buchenwald tiết lộ rằng ông đã được điều trị chứng bệnh giang mai. Halow cũng tuyên bố thêm rằng có sự suy đoán trong số các phóng viên tòa án rằng Josef Kirschbaum, một thẩm vấn người Do Thái là người một trong số ít những người đàn ông có quyền vào nhà tù của Koch. Ngày 19 tháng 8 năm 1947, bà bị kết án tù chung thân vì "vì sát hại nhiều người vô tội trong chiến tranh".

## Giảm án
Ngày 8 tháng 6 năm 1948, sau khi thi hành án trong hai năm, Lucius D. Clay, thống đốc quân sự tạm thời của Quân đội Mỹ ở Đức, đã giảm án tù xuống còn 4 năm với lý do "không có bằng chứng thuyết phục rằng mụ ta đã xăm da, hay lột da các tù nhân".
Jean Edward Smith trong cuốn tiểu sử của mình Lucius D. Clay, an American Life, báo cáo chung cho rằng các tấm da thực chất là da dê. Cuốn sách này trích dẫn một tuyên bố về tội ác của Koch gây ra tại trại
Theo Báo cáo Buchenwald, đã có một nhà máy sản xuất hàng da từ da động vật tại Buchenwald, nhưng nó đã bốc cháy trong một vụ đánh bom tấn công của quân Đồng Minh vào trại ngày 24 tháng 8 năm 1944. 
Tin tức về việc giảm án đã không thành công cho đến ngày 16 tháng 9 năm 1948. Bất chấp sự việc đó, Clay vẫn đứng vững trước quyết định của ông ta.

## Xét xử lần thứ hai
Dưới áp lực của dư luận, Koch đã bị bắt giữ lần hai vào năm 1949 và đã bị xét xử trước Tòa án Tây Đức. Buổi điều trần mở ra vào ngày 27 tháng 11 năm 1950 trước khi Tòa án ở Augsburg xét xử chính thức trong thời gian 7 tuần, trong đó có tới 250 nhân chứng đã được lắng nghe, trong đó có 50 bảo vệ phiên tòa. Koch sụp đổ và phải rời sân bằng của tòa án tại các phiên tòa vào cuối tháng 12 năm 1950, và một lần nữa vào ngày 11 tháng 1 năm 1951. Có ít nhất bốn nhân chứng riêng cho việc truy tố, họ làm chứng rằng chính họ đã nhìn thấy Koch cho xăm hình lên các tù nhân, Sau khi vết xăm đã liền sẹo và lên màu, mụ đàn bà ác độc bắt tù nhân phải cởi hết áo để xem "sản phẩm". Nếu chúng đẹp, mụ ta sẽ đem những tù nhân xấu số đi xử bắn hoặc cho vào phòng hơi độc để họ chết hẳn rồi lột lấy vùng da đó. Sau khi lấy được những hình xăm trên da đó, Koch sẽ dùng chúng làm chao đèn, găng tay và đồ bọc sách. Tuy nhiên, chi tiết này đã được giảm xuống bởi không một ai trong số họ có thể chứng minh được những chiếc chao đèn hoặc bất kỳ đồ vật nào thực sự được làm từ da người.
Ngày 15 tháng năm 1951, Tòa án tuyên phán quyết của mình, trong một quyết định dài 111 trang, mà bị cáo Koch đã không có mặt tại tòa. Theo đó, bản cáo trạng kết luận rằng các phiên tòa trước đó vào năm 1944 và 1947 không phải là một căn cứ để tố tụng, như tại phiên tòa năm 1944 Koch chỉ bị buộc là tội nhận, trong khi năm 1947 mụ đã bị cáo buộc tội ác chống lại nhân loại trong khoảng thời gian từ 1 tháng 9 năm 1939 đến khi bị bắt, và không có tội ác chống lại nhân loại trong quãng thời gian trước và thời gian đó. Koch đã bị kết án vì tội kích động giết người, cố tình kích động giết người, và kích động gây đau thương cho các tù nhân, và vào ngày 15 tháng 1 năm 1951, mụ đã bị kết án tù chung thân và tịch thu vĩnh viễn các quyền dân sự.
Koch kháng án, nhưng quyết định bị bác bỏ vào ngày 22 tháng 4 năm 1952 bởi Tòa án Tối cao Liên bang. Sau đó, mụ thực hiện một số kiến nghị để tha bổng, nhưng bị Bộ Tư pháp bang Bavaria từ chối. Koch phản đối án tù chung thân của Ủy ban Nhân quyền Quốc tế nhưng vô ích.

## Cái chết
Ilse Koch đã tự tử bằng cách treo cổ tại nhà tù Aichach vào ngày 1 tháng 9 năm 1967 , khi đó mụ đã 60 tuổi. Con trai Ilse khi nghe tin đã rất choáng váng vì ông dự định ngày hôm sau sẽ đi thăm bà. Koch được chôn cất trong một ngôi mộ vô danh và không có người canh giữ tại nghĩa trang Aichach. Theo Joseph Halow trong Innocent at Dachau (người vô tội tại Dachau), sau khi mụ chết thì cậu con trai cũng qua đời. 

## Trích nguồn
- Massimiliano, Livi (2008). "Ilse Koch". Trong Pugliese, Elizabeth; Hufford, Larry (biên tập). War Crimes and Trials: A Historical Encyclopedia, from 1850 to the Present. Santa Barbara: ABC-CLIO. ISBN 9781576078907.
- Gutman, Israel, biên tập (1995). Macmillan. tr. 809–810. ISBN 9780028645285. {{Chú thích sách}}: |title= trống hay bị thiếu (trợ giúp); Đã bỏ qua tham số không rõ |encyclopedia= (trợ giúp)
- Lacqueur, Walter; Baumel, Judith Tydor, biên tập (2001). The Holocaust Encyclopedia. Yale University Press. tr. 97. ISBN 9780300084320 http://books.google.com/books?id=nPbr0XzlTzcC&pg=PP1. {{Chú thích bách khoa toàn thư}}: |title= trống hay bị thiếu (trợ giúp)
- Shirer, William L. (1990) [1959]. The Rise and Fall of the Third Reich. Simon and Schuster. tr. 983–984. ISBN 9780671728687.